# Bitka pri Musgrove Mill
Bitka pri Musgrove Mill 19. avgust 1780, se je zgodila blizu broda reke Enoree, blizu današnje meje med okrožji Spartanburg, Laurens in Union v Južni Karolini med ameriško revolucionarno vojno. Med bitko je 200 patriotov milice premagalo združeno silo približno 300 lojalistov milice in 200 provincialnih rednih vojakov.

## Ozadje
Do poletja 1780 je vojna, ki je divjala v zaledju Južne Karoline, dejansko postala prva ameriška državljanska vojna. Malo moških, ki so se borili na obeh straneh, je kdajkoli videlo Veliko Britanijo, in boj v zaledju je bil ponavadi še posebej brutalen in maščevalen.

## Bitka
Zvečer 18. avgusta se je dvesto konjenikov patriotov pod skupnim poveljstvom polkovnikov Isaaca Shelbyja, Jamesa Williamsa in Elijaha Clarka pripravljalo na napad na tabor lojalistov pri Musgrove's Millu, ki je nadzoroval lokalno oskrbo z žitom in varoval brod reke Enoree. Patrioti so pričakovali, da bodo presenetili garnizijo približno enakega števila lojalistov, vendar jih je lokalni kmet obvestil, da so bili toriji nedavno okrepljeni s približno sto lojalisti milice in dvesto provincialnimi rednimi vojaki, ki so bili na poti, da se pridružijo britanskemu majorju Patricku Fergusonu.
Ker je bil njihov položaj ogrožen zaradi sovražne patrulje in konji niso mogli nadaljevati brez počitka, so patrioti razumeli, da morajo stati in se boriti, čeprav so bili prekašani za več kot dva proti ena. Na vrhu grebena čez cesto, ki je vodila navzdol do Musgrove Mill, so se partizani hitro oblikovali v polkrožno prsno ograjo iz grmovja in podrtega lesa, dolgo približno tristo jardov (274 metrov).
V najboljši tradiciji gverilskih taktik je skupina približno dvajsetih mož pod vodstvom stotnika Shadracha Inmana prečkala Enoree in se spopadla s sovražnikom. Pretvarjajoč se, da so zmedeni, so se umaknili nazaj proti liniji zasede, dokler lojalisti niso bili skoraj na patriotski liniji. Ko so lojalisti opazili patriotsko linijo, so streljali prehitro. Patrioti pa so zadržali ogenj, dokler lojalisti niso prišli v doseg njihovih mušket.
Patriotski mušketni ogenj je deloval "z uničujočim učinkom."  Kljub temu so bili torijski redni vojaki dobro disciplinirani in so skoraj preplavili patriotski desni bok z bajonetnim napadom. (Mejni prebivalci niso imeli bajonetov.) Isaac Shelby je ukazal svoji rezervi "Overmountain Men", naj ga podprejo in ti so se pognali v bitko z indijanskimi bojnim kriki. Torijevci so omahovali in ko je padlo več njihovih častnikov, so se razbežali – čeprav ne preden je bil na bojišču ubit stotnik Inman, ki je imel ključno vlogo pri izvajanju patriotske strategije.
Patrioti so tekli s svojih položajev “kričeč, streljajoč in sekajoč na vse strani.” Celotna bitka je trajala morda eno uro. V tem obdobju je bilo ubitih triinšestdeset torijevcev, neznano število ranjenih, sedemdeset pa jih je bilo ujetih. Patrioti so izgubili le približno štiri mrtve in dvanajst ranjenih.

### Znani udeleženci
Patrioti, 200 do 300 mož:
Milica Severne Karoline in Georgie pod poveljstvom polkovnika Isaaca Shelbyja:
- Polk okrožja Sullivan milice Severne Karoline

- Polk okrožja Burke milice Severne Karoline

- Polk okrožja Washington milice Severne Karoline

- Polk okrožja Wilkes milice Georgie

Milica Južne Karoline pod poveljstvom polkovnika Jamesa Williamsa in majorja Samuela Hammonda
- 1. Spartan Regiment

- 2. Spartan Regiment

- Roebuckov bataljon Spartan

- Polk spodnjega okrožja

- Polk okrožja Little River

Lojalisti pod poveljstvom podpolkovnika Alexandra Innisa
- Južnokarolinski rojalisti, polk provincialnih lojalistov, usposobljeni in opremljeni kot britanski redni vojaki

- New Jersey prostovoljcu

- DeLanceyjeva brigada, 1. bataljon

- Fanningova milica lojalistov Južne Karoline

- Polk Dutch Fork lojalistične milice

## Posledice
Nekateri whigovski voditelji so na kratko razmišljali o napadu na torijevsko trdnjavo v Ninety Sixu v Južni Karolini; vendar so se naglo razbežali, ko so izvedeli, da je bila velika patriotska vojska tri dni prej poražena pri Camdenu.
Shelbyjeve sile so prešle šestdeset milj (96,5 kolometrov), Ferguson pa jim je bil tesno za petami, preden so uspešno pobegnili. Po nerodnem porazu generala Horatia Gatesa pri Camdenu je zmaga pri Musgrove Millu opogumila patriote in služila kot dodaten dokaz, da torijevci ne morejo obdržati zaledja Južne Karoline.
Shelby in njegovi Overmountain Men so pobegnili nazaj čez Apalaške gore in na ozemlje združenja Watauga pri Sycamore Shoals v današnjem Elizabethtonu v Tennesseeju in do naslednjega meseca, 25. septembra 1780, so se polkovniki Shelby, John Sevier in Charles McDowell ter njihovih 600 Overmountain Men združili s polkovnikom Williamom Campbellom in njegovimi 400 možmi iz Virginije na zboru v Sycamore Shoals pred bitko pri Kings Mountainu 7. oktobra 1780 blizu današnjega Blacksburga v Južni Karolini.
Bojišče Musgrove Mill je ohranjeno na Musgrove Mill State Historic Site in je uvrščeno v Nacionalni register zgodovinskih krajev.